# Irréligion en Corée du Nord
L'irréligion en Corée du Nord est difficile à mesurer dans le pays car le pays est officiellement désigné comme un État athée. L'État nord-coréen persécute ceux qui s'écartent de l'athéisme officiel parrainé par l'État et du culte de la personnalité promu par l'idéologie Juche. Les Nord-Coréens, selon les définitions occidentales, seraient considérés comme non religieux, mais les traditions bouddhistes et confucéennes jouent toujours un rôle dans la vie nord-coréenne.